# Vultee A-31 Vengeance
Pour les articles homonymes, voir Vengeance (homonymie).
Le Vultee A-31 Vengeance est un bombardier en piqué monomoteur biplace de construction américaine.

## Présentation générale

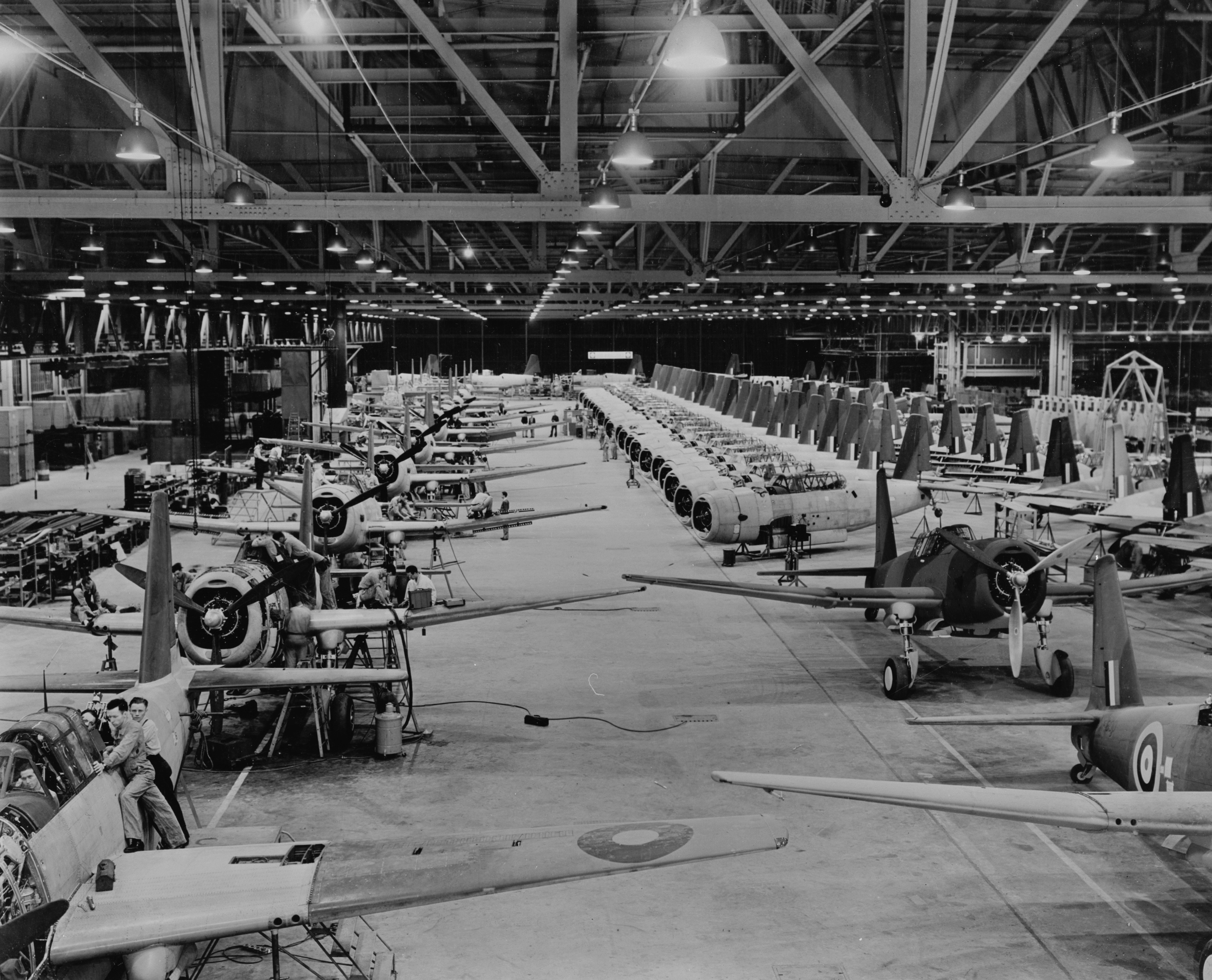
Usine de Downey en Californie, produisant des bombardiers en piqué Vultee A-31 Vengeance pour la Royal Air Force.

À partir d'octobre 1942, il servit à la Royal Air Force, la Royal Australian Air Force, l'Indian Air Force. Ensuite, il servit à la force aérienne brésilienne, à la force aérienne de la République de Chine, aux Forces aériennes françaises libres, dans l'armée de l'air turque et l'armée de l'air soviétique. Le Vultee A-35 est une version destinée à l'origine à l'United States Army Air Forces. Certains A-35 furent construits sous licence par la firme Northrop.
Il servit au combat essentiellement en Asie durant la guerre du Pacifique et fut surtout utilisé employé efficacement dans des rôles secondaires comme le remorquage de cibles pour la formation des servants de DCA américains jusqu'en 1945.

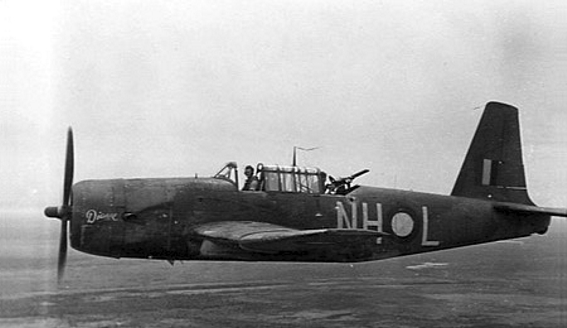
Un Vengeance de la Royal Australian Air Force.

## Contexte
Cet avion prend place lors du début de la seconde guerre mondiale. À la suite du succès opérationnel du bombardier en piqué Junkers Ju-87 Stuka, la France passa commande auprès du constructeur américain Vultee affin de concevoir puis livrer un appareil capable d'opérer de manière identique à celle des Stukas allemands.
Vultee conçut donc le Model 72 (aussi appelé V-72). À la suite de la défaite française, les commandes furent reprises par les forces armées britanniques (cf. programme Lend-Lease).
À noter que l'emploi en conditions opérationnelles de bombardiers en piqué est très vite tombé en désuétude. Ce type d'appareil est relativement exposé et vulnérable en combat aérien.

## A-35

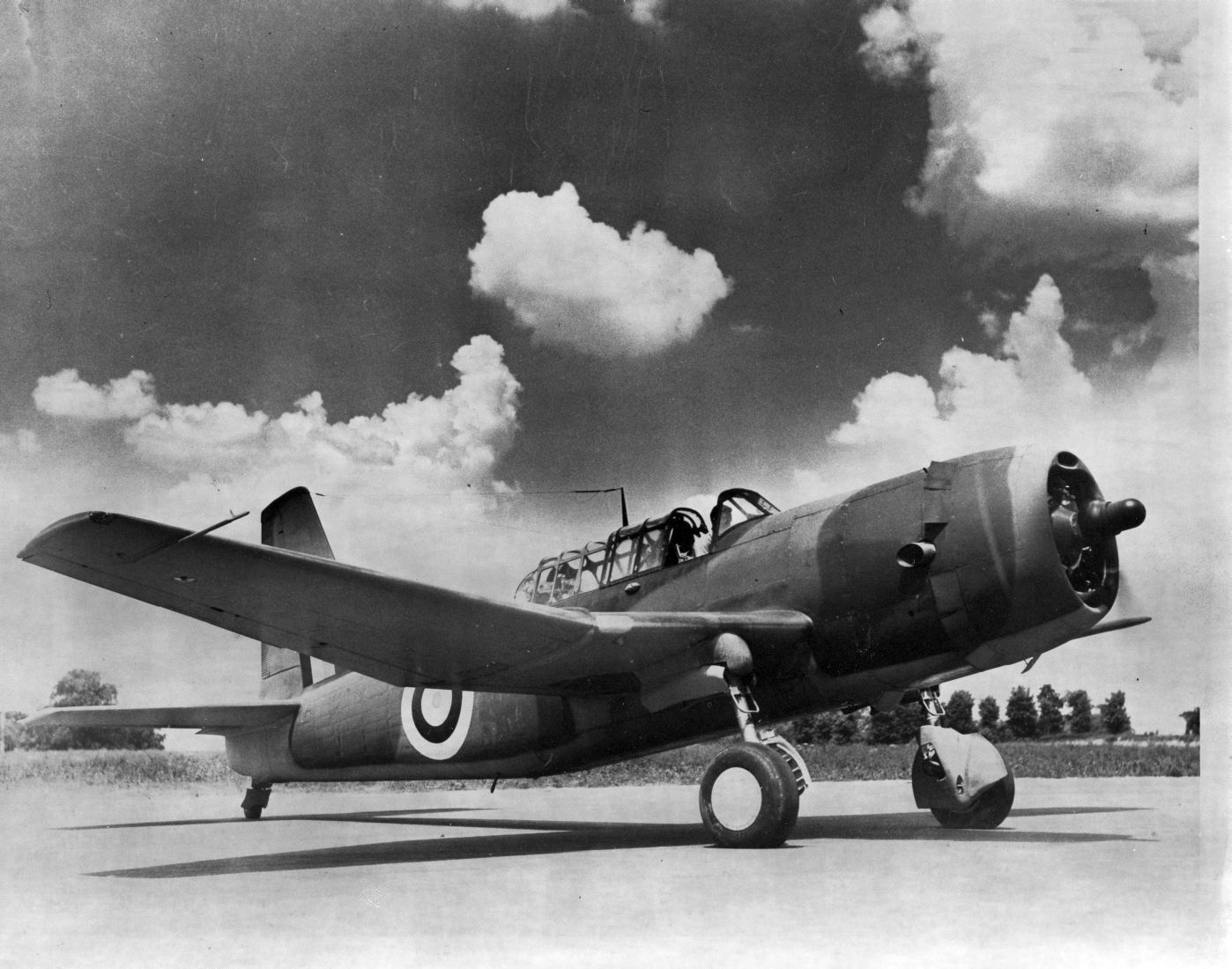
Vultee A-35 avec une incidence allaire de 4°.

Le Vultee Vengeance A-35 est une version améliorée du A-31. Les A-35 furent commandés directement par et pour l'USAAF. Dotés d'une motorisation et d'un armement plus puissant, mais aussi d'un profile d'aile modifié (à la manière des F4U Corsair). Ces appareils étaient censés corriger certaines erreurs présentes sur la version A-31.
Les derniers A-35 volèrent pour la RAF jusqu'en 1946.

## Variantes

### Royal Air Force
Vengeance I
Vultee V-72, construits sous licence par Northrop. Motorisés par un R-2600-A5B de 1600hp. 200 unités construites.
Vengeance IA
Appareils construits sous licence par Northrop et vendus via le programme Lend-Lease. Motorisé par un R-2600-19 de 1600hp. Désignation USAAF: A-31-NO. 200 unités construites.
Vengeance II
Construits par Vultee et directement vendus à la Grande Bretagne. Quelques petites différences par rapport au modèle I & IA. 501 appareils produits.
Vengeance III
Appareils produits par Vultee vendus via le programme Lend-Lease. Similaire au modèle IA, désignation USAAF: A-31-VN. 200 unités produites.
Vengeance VI
A-35B vendus à la RAF (458 appareils) & RAAF (121 appareils) via le programme Lend-Lease.

### US Army Air Force
XA-31A
Prototype de Vengeance redessiné puis accepté par l'USAAF en Juin 1942. Désignation selon Vultee: V-88.
XA-31B
XA-31A modifié comme banc d'essai pour un moteur Pratt & Whitney XR-4360-1 Wasp Major de 3000hp.
XA-31C
Vengeance III modifié comme banc d'essai pour un moteur Wright R-3350-18 Duplex Cyclone de 2200hp. Un seul appareil modifié.
YA-31C
Vengeance III modifiés comme bancs d'essai pour les moteurs R-3350-17 pour les B-29 Superfortress. 5 appareils modifiés.
A-35A
Version redessinée pour l'USAAF. Incidence aillaire modifée à 4°. Motorisé par un moteur R-2600-13 de 1700hp. 4 mitrailleuses avant de calibre .50 (12.7 mm) M2 Browning ainsi qu'une dans le cockpit arrière. Désignation selon Vultee: V-88. 99 appareils produits.
A-35B
Appareils modifiés avec six mitrailleuses avant en calibre .50 (12.7 mm) ainsi que des racks additionnels de bombes. 831 appareils produits.
TBV-1 Georgia
A-35B prévus pour l'US Navy, Toutes les commandes seront finalement annulées.

## Utilisateurs
Australie
- Force Aérienne Royale Australienne[1]
  - No. 12 RAAF
  - No. 21 Squadron RAAF
  - No. 23 Squadron RAAF
  - No. 24 Squadron RAAF
  - No. 25 Squadron RAAF
  - No. 3 Communication Unit RAAF
  - No. 4 Communication Unit RAAF
  - No. 5 Communication Unit RAAF
  - No. 6 Communication Unit RAAF
  - No. 7 Communication Unit RAAF
  - No. 9 Communication Unit RAAF

 Brésil
- Force aérienne brésilienne
  - 1st Dive-Bombing Squadron
  - 2nd Dive-Bombing Squadron

 France
- Forces Françaises Libres
  - GB 1/32 Bourgogne
  - GB 1/17 Picardie
  - GB 2/15 Anjou

 British India
- Force aérienne indienne
  - No. 7 Squadron IAF
  - No. 8 Squadron IAF
  - No.1 Service Flying Training School
  - No.22 Anti Aircraft Cooperation Unit
  - No.1 Target Towing Flight

 Royaume-Uni
- Royal Air Force
  - No. 45 Squadron RAF
  - No. 82 Squadron RAF
  - No. 84 Squadron RAF
  - No. 110 Squadron RAF
  - No. 288 Squadron RAF
  - No. 289 Squadron RAF
  - No. 291 Squadron RAF
  - No. 567 Squadron RAF
  - No. 577 Squadron RAF
  - No. 587 Squadron RAF
  - No. 595 Squadron RAF
  - No. 631 Squadron RAF
  - No. 667 Squadron RAF
  - No. 679 Squadron RAF
  - No. 691 Squadron RAF
  - No. 695 Squadron RAF
- Royal Navy – Fleet Air Arm
  - 721 Naval Air Squadron
  - 733 Naval Air Squadron
  - 791 Naval Air Squadron

 United States
- US Army Air Force
  - 55th Bombardment Squadron (Dive)
  - 56th Bombardment Squadron (Dive)
  - 57th Bombardment Squadron (Dive)
  - 88th Bombardment Squadron (Dive)
  - 309th Bombardment Squadron (Dive)
  - 311th Bombardment Squadron (Dive)
  - 312th Bombardment Squadron (Dive)
  - 623rd Bombardment Squadron (Dive)
  - 628th Bombardment Squadron (Dive)
  - 629th Bombardment Squadron (Dive)
  - 630th Bombardment Squadron (Dive)
  - 631st Bombardment Squadron (Dive)